# Przesłuch zbliżny
Przesłuch zbliżny (ang. near end crosstalk) –  tzw. NEXT stosunek mocy podawanej na jednej parze kabla UTP do mocy mierzonej w innej sąsiadującej parze tego samego kabla. Pomiary dokonuje się po tej samej stronie po której nadawano sygnał. Zależy od częstotliwości, a wyrażany jest w dB. Większa wartość bezwzględna przesłuchu oznacza mniejsze wzajemne przenikanie sygnału pomiędzy parami.